# Saison 2021 de l'Inter Miami CF
 (Décembre 2021).
Maillots
Chronologie
Saison précédente Saison suivante
La saison 2021 de l'Inter Miami est la deuxième saison en Major League Soccer (D1 nord-américaine) de l'histoire du club.

## Contexte
L'Inter Miami vient de terminer sa campagne inaugurale dont il marque la deuxième fois qu'un club de soccer du Grand Miami joue dans le premier niveau du soccer américain depuis le club Fusion de Miami en 2001.
Avant et pendant la saison, Miami a signé plusieurs joueurs de haut niveau dont l'international argentin Gonzalo Higuaín (Juventus), l'international mexicain Rodolfo Pizarro (CF Monterrey), l'international français Blaise Matuidi (Juventus). Le club a également recruté plusieurs jeunes joueurs notables dont Matías Pellegrini, Lewis Morgan et David Norman. De plus dans la MLS SuperDraft 2020, Miami a repêché un joueur de Tigers de Clemson Robbie Robinson dans le premier choix au classement général.
La première saison du club a été considérablement modifiée en raison de la Pandémie de Covid-19 qui a vu la saison suspendue jusqu'au 12 mars 2020 et la saison a répris le 8 juillet avec le MLS is Back Tournament Miami a perdu ses deux premiers matchs de championnat avant la suspension de la saison et a perdu ensuite ses trois matches de phase de groupes (qui comptaient pour le classement de la saison régulière) lors du MLS is Back Tournament. Le 22 août 2020, Miami a remporté son premier match de championnat dans le derby floridien contre Orlando City SC. L'Inter avait une meilleure forme après le MLS is Back Tournament avec le résultat 7–8–3 mais elle a terminé la saison régulière 2020 avec un record de 7–13–3 après 23 matches de championnat, une réduction de nombres de matchs d'origine en raison de la pandémie de COVID-19.
En raison de la pandémie, la taille des séries éliminatoires est passée de huit équipes lors des qualifications de la Conférence de l'Est à dix équipes lors des qualifications. Miami décroche la dixième et dernière tête de série des séries éliminatoires où ils affrontent le Nashville SC, une autre équipe d'expansion dans le tour de qualification du 20 novembre 2020 Miami a perdu le match et certains joueurs ont manqués le match car ils ont été touchés par le coronavirus.
À la fin de la saison 2020, le club a décliné des options sur huit joueurs. Les joueurs notables dont le contrat n'a pas été renouvelé pour la saison 2021 comprenaient le gardien partant Luis Robles, Juan Agudelo et Andres Reyes

## Saison
Le 7 janvier 2021, l'Inter Miami et l'entraîneur-chef de première année, Diego Alonso ont mutuellement convenu de se séparer. Plusieurs noms ont été répandus comme successeur d'Alonso notamment Phil Neville,. Le 18 janvier 2021, Neville a été confirmé comme entraîneur-chef.

## Transferts
| Nom                | Nationalité            | Poste     | Transfert                                                                  | Provenance/Destination               | Division                  |
| ------------------ | ---------------------- | --------- | -------------------------------------------------------------------------- | ------------------------------------ | ------------------------- |
| Arrivées           |                        |           |                                                                            |                                      |                           |
| Felipe Valencia    | États-Unis             | Attaquant | Homegrown Player                                                           | Fort Lauderdale CF                   | USL League One            |
| Patrick Seagrist   | États-Unis             | Défenseur | 3e tour de la SuperDraft 2021 en échange de 50 000 $ d'allocation générale | Red Bulls de New York                | Major League Soccer       |
| Ian Fray           | États-Unis             | Défenseur | Homegrown Player                                                           | Fort Lauderdale CF                   | USL League One            |
| Edinson Azcona     | République dominicaine | Milieu    | Homegrown Player                                                           | Fort Lauderdale CF                   | USL League One            |
| Dylan Castenrinha  | États-Unis             | Gardien   | Libre                                                                      | Fort Lauderdale CF                   | USL League One            |
| Joshua Penn        | États-Unis             | Attaquant | 1er tour de la SuperDraft 2021                                             | Eleven d'Indy                        | USL Championship          |
| Ryan Shawcross     | Angleterre             | Défenseur | Libre                                                                      | Stoke City                           | Championship              |
| Gregore            | Brésil                 | Milieu    | 4 millions de dollars                                                      | EC Bahia                             | Serie A                   |
| Joevin Jones       | Trinité-et-Tobago      | Défenseur | Libre                                                                      | Sounders de Seattle                  | Major League Soccer       |
| Kelvin Leerdam     | Suriname               | Défenseur | Échange contre 75 000 $ d'allocation générale                              | Sounders de Seattle                  | Major League Soccer       |
| Kieran Gibbs       | Angleterre             | Défenseur | Libre                                                                      | West Bromwich                        | Championship              |
| Indiana Vassilev   | Angleterre             | Attaquant | Prêt                                                                       | Aston Villa                          | Premier League            |
| Départs            |                        |           |                                                                            |                                      |                           |
| Luis Robles        | États-Unis             | Gardien   | Retraite (Option déclinée)                                                 |                                      |                           |
| Andrés Reyes       | Colombie               | Défenseur | Retour de prêt                                                             | Atlético Nacional                    | Primera A                 |
| Matías Pellegrini  | Argentine              | Attaquant | Prêt                                                                       | Fort Lauderdale CF                   | USL League One            |
| Patrick Seagrist   | États-Unis             | Défenseur | Prêt                                                                       | Eleven d'Indy                        | USL Championship          |
| Jairo Quinteros    | Bolivie                | Défenseur | Prêt                                                                       | Club Bolívar                         | División Profesional      |
| Mikey Ambrose      | États-Unis             | Défenseur | Libre                                                                      | Atlanta United                       | Major League Soccer       |
| Jerome Kiesewetter | Allemagne              | Attaquant | Libre                                                                      | FC Tulsa                             | USL Championship          |
| David Norman Jr.   | Canada                 | Milieu    | Libre (Option déclinée)                                                    | Cavalry FC                           | Première ligue canadienne |
| Wil Trapp          | États-Unis             | Milieu    | Libre                                                                      | Minnesota United                     | Major League Soccer       |
| A. J. DeLaGarza    | Guam                   | Défenseur | Libre                                                                      | Revolution de la Nouvelle-Angleterre | Major League Soccer       |
| Alvas Powell       | Jamaïque               | Défenseur | Libre                                                                      | Al Hilal Omdurman                    | Premier League            |
| Juan Agudelo       | États-Unis             | Attaquant | Libre (Option déclinée)                                                    | Minnesota United                     | Major League Soccer       |
| Denso Ulysse       | Haïti                  | Défenseur | Libre (Option déclinée)                                                    | Kickers de Richmond                  | USL Championship          |

### MLS SuperDraft
| Rounds | N° | Nom          | Nationalité | Poste     | Provenance/Destination        | Division         |
| ------ | -- | ------------ | ----------- | --------- | ----------------------------- | ---------------- |
| 1      | 10 | Josh Penn    | États-Unis  | Attaquant | Eleven d'Indy                 | USL Championship |
| 1      | 26 | Aimé Mabika  | Zambie      | Défenseur | Université du Kentucky        | -                |
| 2      | 37 | Joe Hafferty | États-Unis  | Milieu    | Université d'État de l'Oregon | -                |

## Personnel
| Position                        | Staff            |
| Propriétaires                   | Propriétaires    |
| ------------------------------- | ---------------- |
| Propriétaire principal          | Jorge Mas        |
| Président                       | David Beckham    |
| Chairman                        | Marcelo Claure   |
| Copropriétaires                 | Jose Mas         |
| Copropriétaires                 | Masayoshi Son    |
| Directions techniques           |                  |
| Chef des affaires               | Xavier Asensi    |
| Directeur sportif               | Chris Henderson  |
| Vice-Président                  | Pablo Alvarez    |
| Encadrement technique           |                  |
| Entraineur                      | Phil Neville     |
| Entraineur adjoint              | Jason Kreis      |
| Entraineur adjoint              | Anthony Pulis    |
| Entraineur des gardiens         | Mark Mason       |
| Entraineur adjoint des gardiens | Sebastián Saja   |
| Préparateur physique            | Miguel Motolongo |
| Scientifique sportif            | Nicolas Lewis    |
| Analyste de performance         | Alec Scott       |
| Analyste vidéo                  | Brett Uttley     |

## Joueurs et encadrement technique

### Joueurs prêtés
| N° | Nat. | Nom               | Club en prêt              | Compétition          | Championnat | Championnat | Championnat    | Compétition continentale | Compétition continentale | Compétition continentale | Coupes nationales | Coupes nationales | Coupes nationales | Total | Total       | Total          |
| N° | Nat. | Nom               | Club en prêt              | Compétition          | MJ          | But inscrit | Passe décisive | MJ                       | But inscrit              | Passe décisive           | MJ                | But inscrit       | Passe décisive    | MJ    | But inscrit | Passe décisive |
| -- | ---- | ----------------- | ------------------------- | -------------------- | ----------- | ----------- | -------------- | ------------------------ | ------------------------ | ------------------------ | ----------------- | ----------------- | ----------------- | ----- | ----------- | -------------- |
| 3  |      | Jairo Quinteros   | Club Bolívar              | División Profesional | 0           | 0           | 0              | 5                        | 1                        | 0                        | 4                 | 0                 | 0                 | 9     | 1           | 0              |
| 11 |      | Matías Pellegrini | Club Atlético Estudiantes | Primera B            | 18          | 2           | 0              | 0                        | 0                        | 0                        | -                 | -                 | -                 | 18    | 2           | 0              |
| 15 |      | Patrick Seagrist  | Eleven d'Indy             | USL Championship     | 29          | 0           | 0              | 0                        | 0                        | 0                        | -                 | -                 | -                 | 29    | 0           | 0              |

## Compétitions
| Major League Soccer | Coupe des États-Unis |
| ------------------- | -------------------- |
| 11e place 41 points | Annulée              |
| 12V 5N 17D          | 0V 0N 0D             |